# Fulvio Scola
Fulvio Scola (Agordo, 10 dicembre 1982) è un ex fondista italiano.

## Biografia
Originario di Falcade, ha debuttato in campo internazionale ai Mondiali juniores del 2001 a Karpacz/Szklarska Poręba, senza ottenere risultati di rilievo.
In Coppa del Mondo ha esordito il 7 dicembre 2003 nella sprint a squadre a tecnica libera di Dobbiaco (14°) e ha ottenuto il primo podio il 4 dicembre 2010 nella sprint a tecnica libera di Düsseldorf (2°).
In carriera ha partecipato a tre edizioni dei Campionati mondiali (8° nella sprint di Liberec 2009 il miglior risultato).

## Palmarès

### Coppa del Mondo
- Miglior piazzamento in classifica generale: 24º nel 2011
- 2 podi (1 individuale, 1 a squadre):
  - 1 secondo posto (individuale)
  - 1 terzo posto (a squadre)

### Campionati italiani
- 5 medaglie[1]:
  - 1 oro (sprint TL nel 2009)
  - 2 argenti (inseguimento nel 2010; sprint TL nel 2011)
  - 2 bronzi (sprint TC nel 2006; 50 km TL nel 2014)